# Eupithecia adspersata
Eupitecia adspersata es una especie de polilla de la familia Geometridae. La especie fue descrita por primera vez por Peter Maassen en 1890 con distribución en Ecuador. El holotipo de la especie fue descrita en los alrededores de la Laguna Collanes del volcán El Altar entre 3800 a 4000 metros (12 467,2 a 13 123,4 pies) de altitud.

## Descripción
Es una polilla pequeña, con una envergadura de 14 milímetros (0,6 plg) y de unos 9 milímetros (0,4 plg) de longitud corporal. El cuarpo es de color gris claro, las alas anteriores de color gris blanquecino, marcadas con fino polvo oscuro disperso y muchos puntos negros, que se encuentran en las costillas y dispuestas en filas transversales detrás del centro. De esta manera todas las nervaduras y también el borde delantero están punteados de forma oscura. Al final de la celda media hay una mancha negra clara. La línea marginal es fina de color negro-marrón, con franjas de color gris claro, manchas de color negro-gris a nivel de la mitad de la raíz.